# Seis puntos sobre Emma
Seis puntos sobre Emma es el primer largometraje de Roberto Pérez Toledo, autor también del guion junto a Peter Andermatt. Se trata de una comedia dramática, protagonizada por Verónica Echegui, que interpreta a una mujer invidente obsesionada por tener un hijo. El film se estrenó en Canarias en diciembre de 2011, donde tuvo una buena acogida. Compitió en la sección Zonazine del XV Festival de Málaga de Cine Español.

## Argumento
Emma tiene casi treinta años, trabaja como coordinadora de Teléfono de la esperanza y sale con Jorge desde hace año y medio. Aunque es ciega, tiene un pensamiento del que no se deshace, está convencida de que quiere ser madre. Pero al descubrir que su novio no puede dejarla embarazada, rompe con él y emprende la búsqueda de un espermatozoide perfecto. Sin enamorarse, sin sentimientos. En su camino se interrumpen dos candidatos aparentemente perfectos; uno de ellos se llama Germán y es psicólogo, mientras que el otro es su vecino Diego. Emma no tardará en descubrir que su ceguera no reside únicamente en sus ojos.

## Reparto
| Intérprete            | Personaje   |
| --------------------- | ----------- |
| Verónica Echegui      | Emma        |
| Álex García Fernández | Germán      |
| Nacho Aldeguer        | Ricky       |
| Mariam Hernández      | Lucía       |
| Antonio Velázquez     | Jorge       |
| Fernando Tielve       | Diego       |
| Mabel del Pozo        | Ángela      |
| Soledad Melián        | Rita        |
| Antonio Hernández     | Chico sordo |
| Blanca Rodríguez      | Reina       |
| Sofía Valero          | Sara        |
| David Mora            | Donatello   |
| Paloma Soroa          | Lidia       |
| Daniel Muriel         | Marcos      |
| Enekoiz Noda          | Enfermero   |

## Premios
En el XV Festival de Málaga de Cine Español (2012) obtuvo los premios a Mejor guion y a Mejor actriz por Verónica Echegui en la sección «Zonazine».

## Crítica
Algunos críticos han señalado que la puesta en escena es estilizada y elegante, aunque se atasca en la dinámica, algo forzada, de la terapia de grupo.
También se destacado el carácter de los protagonistas, despojados de sentimentalismo, sobre todo la  protagonista principal. Emma es «una mujer egoísta, que utiliza a los demás jugando con sus sentimientos para poder salirse con la suya».